# ウォンテッド (映画)
『ウォンテッド』（原題: Wanted）は、2008年のアメリカ合衆国のアクション映画。原作はマーク・ミラーとJ・G・ジョーンズの同名グラフィック・ノベル。主演はジェームズ・マカヴォイとアンジェリーナ・ジョリー、監督は『ナイト・ウォッチ』のティムール・ベクマンベトフ。
2008年6月25日にイギリスで、同年6月27日にアメリカ合衆国で公開された。日本では同年9月13、14、15日に先行上映され、20日に一斉公開された。
本作の後日談としてゲーム『Wanted: Weapons of Fate』が製作されている。

## ストーリー
ウェスリーは経理事務のルーティン・ワークにウンザリしている一人の若者。
しかし彼の運命は、セクシーで謎めいた女フォックスとの出会いによって一変する。スーパーで突如襲いかかる正体不明の暗殺者から彼を守ったフォックスは、千年前から、神に代わって“運命の意志”を実践してきた秘密の暗殺組織“フラタニティ”のメンバーだった。ウェスリーは、組織のボスであるスローンから、父が組織一の殺し屋ミスターXで、昨日メトロポリタンビルで殺されたばかりだったことを知らされ、殺害された父の後を継ぐ選択を迫られる。
父を殺し、自分を襲った暗殺者クロスへの復讐を胸に、ウェスリーは過酷な訓練に耐え抜き、父から受け継いだ特殊能力を開花させる。組織の切り札として次々にターゲットを暗殺していく彼は、ついに父を殺した暗殺者に戦いを挑む。しかし父の死の背後には、忌まわしい陰謀が隠されていた。特急列車での激しい死闘の末、ウェスリーはクロスを倒すものの、クロスはウェスリーが自分の息子であるとの言葉を遺して息絶える。
実は、スローンがウェスリーに語った話は嘘であり、組織の掟を破って自らの保身と組織の強化を図ったスローンが、邪魔になったクロスを暗殺するために、クロスが唯一殺すことができないウェスリーを、クロスの暗殺者に仕立て上げたのである。クロスの仲間であるペクワースキーから全てを知らされたウェスリーは復讐のために組織を全滅させることにする。
暗殺で培った技術とクロスが遺した資料を基に計画を立て、単独で組織のメンバーを次々と射殺してスーロンのところまでたどり着くも、ウェスリーは逆にフォックスらに取り囲まれてしまう。ウェスリーは、そこでスローンの正体を明かすが、ウェスリーに銃を向けるメンバーらは、スローンの裏切り行為がむしろ自分達のためであることを知る。そしてウェスリーを殺そうとするが、そこへフォックスがウェスリーに味方をする。曲がる銃弾でその場にいるメンバー全員を道連れにして彼に突破口を開くが、スローンはその間に逃亡する。
行き場をなくしたウェスリーは、以前の職場で働いていた。ある日、彼が1人で残業していると背後にスローンが現れ、ウェスリーを殺そうとするが、そのウェスリーは実は偽者で、本物のウェスリーは遥か遠方からスローンを射殺する。ようやく自分を取り戻したウェスリーがいう。「君は最近どんなことをした?」。

## キャスト
- ウェスリー・ギブソン - ジェームズ・マカヴォイ： 平凡なサラリーマン。
- フォックス - アンジェリーナ・ジョリー： 組織の女殺し屋。
- スローン - モーガン・フリーマン： 暗殺組織のボス。
- ペクワースキー - テレンス・スタンプ： 銃弾職人。
- クロス - トーマス・クレッチマン： 組織を裏切った殺し屋。
- ガンスミス - コモン： 銃器のプロ。ウェスリーの訓練士。
- キャシー - クリステン・ヘイガー（英語版）： ウェスリーの恋人。
- リペアマン - マーク・ウォーレン： 拷問師。ウェスリーの訓練士。
- ミスターX - デヴィッド・パトリック・オハラ（英語版）： 組織一の殺し屋。クロスに殺される。
- エクスターミネーター - コンスタンチン・ハベンスキー： 回復室のロシア人。ネズミ使い。
- ブッチャー - ダト・バフタゼ： ナイフ使い。ウェスリーの訓練士。
- バリー - クリス・プラット： ウェスリーの軽薄な同僚。
- ジャニス - ローナ・スコット： ウェスリーの嫌味な女上司。
- プジャ - ソフィヤ・ハキュエ（英語版）： 銃弾の鑑定士。狙撃されて殺害される。

## スタッフ
- 監督：ティムール・ベクマンベトフ
- 脚本：マイケル・ブラント、デレク・ハース、クリス・モーガン
- 製作：マーク・E・プラット、ジム・レムリー、ジェイソン・ネッター
- 製作総指揮：ゲイリー・バーバー、ロジャー・バーンボーム、ガイヤー・コジンスキー、アダム・シーゲル、マーク・シルヴェストリ
- 原作：マーク・ミラー、J・G・ジョーンズ
- 原案：マイケル・ブラント、デレク・ハース
- 撮影：ミッチェル・アムンドセン
- プロダクションデザイン：ジョン・マイヤー
- 衣装デザイン：ヴァルヴァーラ・アヴジューシコ
- 編集：デヴィッド・ブレナー
- 音楽：ダニー・エルフマン
- VFX：フレームストア

## 日本語吹替
| 役名                 | 俳優                           | 日本語吹替                                                                | 日本語吹替                                              |
| 役名                 | 俳優                           | 劇場公開版                                                                | BSテレ東版                                              |
| -------------------- | ------------------------------ | ------------------------------------------------------------------------- | ------------------------------------------------------- |
| ウェスリー・ギブソン | ジェームズ・マカヴォイ         | DAIGO                                                                     | 内田夕夜                                                |
| フォックス           | アンジェリーナ・ジョリー       | 湯屋敦子                                                                  | 藤本喜久子                                              |
| スローン             | モーガン・フリーマン           | 坂口芳貞                                                                  | 坂口芳貞                                                |
| ペクワースキー       | テレンス・スタンプ             | 大木民夫                                                                  | 羽佐間道夫                                              |
| クロス               | トーマス・クレッチマン         | 原康義                                                                    | 森田順平                                                |
| ガンスミス           | コモン                         | 西凜太朗                                                                  | 多田野曜平                                              |
| キャシー             | クリステン・ヘイガー           | 弓場沙織                                                                  | 木下紗華                                                |
| リペアマン           | マーク・ウォーレン             | 咲野俊介                                                                  | 三木眞一郎                                              |
| ミスターX            | デヴィッド・パトリック・オハラ | 小島敏彦                                                                  | 玄田哲章                                                |
| エクスターミネーター | コンスタンチン・ハベンスキー   | 仲野裕                                                                    | 牛山茂                                                  |
| ブッチャー           | ダト・バフタゼ                 | 石住昭彦                                                                  | 田中美央                                                |
| バリー               | クリス・プラット               | 川島得愛                                                                  | 小林親弘                                                |
| ジャニス             | ローナ・スコット               | 立石凉子                                                                  | 雨蘭咲木子                                              |
| プジャ               | ソフィヤ・ハキュエ             | 葛城七穂                                                                  | 宮澤はるな                                              |
| 薬剤師               | ブライアン・キャスプ           | 加藤亮夫                                                                  | 丸山壮史                                                |
| 役不明又はその他     |                                | 岐部公好 利根健太朗 丹沢晃之 高桑満 藤吉浩二 戸田亜紀子 富田祐介 小谷沙織 | 橋本雅史 田村千恵 上住谷崇 岸本望                       |
| 日本語版制作スタッフ |                                |                                                                           |                                                         |
| 演出                 | 演出                           | 佐藤敏夫                                                                  | 高橋剛                                                  |
| 翻訳                 | 翻訳                           | 平田勝茂                                                                  | 平田勝茂                                                |
| 調整                 | 調整                           | 金谷和美                                                                  | 金谷和美                                                |
| 担当                 | 担当                           | 宇出喜美 高橋正浩 吉永紘朗                                                | 高橋正浩 海老原千叶                                     |
| 制作                 | 制作                           | 東宝東和 ニュージャパンフィルム                                           | ニュージャパンフィルム BSテレビ東京                     |
| 初回放送             | 初回放送                       | 2014年8月23日 『土曜プレミアム』 21:00-23:10                              | 2019年3月6日 『シネマクラッシュ』 20:00-21:54 ※正味97分 |

## 興行収入
アメリカでは『ウォーリー』と同日公開だったが、約50.93百万ドルを記録して初登場2位となる。アンジェリーナ・ジョリーの主演作では『Mr.&Mrs. スミス』を抜いて歴代1位となる。7月10日には1億ドルを突破。

## Blu-ray/DVD
2009年2月25日、ユニバーサル・ピクチャーズ・ジャパンよりBlu-ray Disc/DVDの2フォーマットでリリース。
- Blu-ray Disc
  - ウォンテッド ※1枚組/通常版
- DVD
  - ウォンテッド リミテッド・バージョン ※2枚組/通常版

## 弾道曲げ
作中では、手首のスナップを利かせて銃を横に振り抜きながら撃つことにより、発射した弾丸の軌道を曲げて遮蔽物の奥にいる敵へ命中させるという超人的射撃テクニックが登場する。
アメリカの実験テレビ番組『怪しい伝説』は映画を見た視聴者からの要望を受け、このテクニックを実銃と超人的スピードで銃を振るロボットアームを使って検証し、その結果から実際にはいくら手を振っている途中で拳銃を発射しても弾道は直線を描くと判明したため、「この映画の射撃テクニックはウソ」と判定した。また、腕を振る以外の方法で弾道を曲げることができるかを検証するため、銃身のライフリングや弾丸自体を削る等の加工後に実験を行ったが、明確なカーブを描くことはできなかった。

## 続編
作品のヒットを受けて正式に続編の制作が発表され、アンジェリーナ・ジョリーもフォックス役続投と伝えられた。ところがアンジェリーナ・ジョリーは「続編も前作と全く同じことをすることになるだろうから、役に興味がわかない」と出演を拒み、配給のユニバーサル・ピクチャーズはなんとか彼女を出演させようと説得を続けたが、交渉は最後までまとまらず降板し、続編の企画そのものが頓挫した。